# Bracon ciscaucasicus
Bracon ciscaucasicus är en stekelart som beskrevs av Telenga 1936. Bracon ciscaucasicus ingår i släktet Bracon och familjen bracksteklar. Inga underarter finns listade.